# Nicolae Neaga
Nicolae Neaga (n. 26 iulie 1902, Răhău, județul Alba – 2003, Timișoara, județul Timiș) a fost unul dintre cei mai prolifici teologi români. Profesorul Neaga aparține generației de aur a mitropolitului Nicolae Bălan, îndrumătorul Academiei Teologice "Andreiene" din Sibiu între anii 1920 și 1955, generație din care a făcut parte și Dumitru Stăniloae.

## Biografie
Profesorul de teologie Nicolae Neaga a urmat studiile superioare la Facultatea de Teologie din Cernăuți, pe care a terminat-o în anul 1926 și unde și-a susținut dizertația de doctorat. Mitropolitul Nicolae Bălan l-a trimis la Facultatea de Teologie din Atena pentru specializarea în domeniul Vechiului Testament, iar apoi la Facultatea de Teologie catolică din Strasbourg și la Facultatea de Teologie protestantă din Strasbourg. A predat între 1928 și 1973 la catedra "Vechiul Testament și Limba ebraică" din cadrul Academiei Teologice "Andreiene" din Sibiu (transformată în anul 1948 în Institutul Teologic Universitar din Sibiu). Între anii 1946 și 1952 a fost rector al instituțiilor amintite mai sus. Ca membru al Bisericii Ortodoxe, activitatea lui a fost marcată de hirotonirea lui ca preot (1930) și ca protopop și iconom stavrofor (1958), ca și de alegerea lui ca membru în Adunarea eparhială și în Consiliul eparhial al Arhiepiscopiei Sibiului.

## Activitate publicistică
Observație: Categoriile de lucrări menționate mai jos și numărul lor jos se bazează pe informațiile cuprinse în volumul omagial editat cu prilejul împlinirii a 95 de ani de viață și menționat în continuare. Numărul contribuțiilor părintelui Neaga este însă mai mare, deoarece a mai publicat și după acea dată.
- Lucrări apărute în volum - 17 titluri
- Studii și articole apărute în diverse reviste bisericești - 406 titluri
- Recenzii și note bibliografice – 267 de titluri, dintre care multe aparțin unor lucrări scrise de autori greci
- Predici – 21 de titluri
- Cuvântări – 10 evenimente
- Prezentarea unor chipuri de înaintași – 66 de titluri
- Diferite însemnări – 28 de itemi
- Redactarea "Anuarelor Academiei teologice din Sibiu" pe anii 1946-1949
- Crearea colecției "Biblioteca biblică", din care au apărut 4 lucrări.
- Lucrări nepublicate încă:

- Gramatica ebraică, Sibiu, 1950, 200 de pagini
- Introducere în cărțile Vechiului Testament, Sibiu, 1855, 250 de pagini
- Sfânta Scriptură a Vechiului și Noului Testament – traducere și comentariu, Sibiu, 1956, 5.000 de pagini
- Dicționar Ebraic-Român, Sibiu, 1958, 785 de pagini
- Memorii, Sibiu, 300 de pagini

Despre părintele Neaga s-a scris în 24 de lucrări.

### Studii și articole
- „Profesorul Josif Hradil”, în Telegraful Român, anul CII, nr. 23–25, 1 iulie 1954.